# Paramikronesien
Paramikronesien (englisch: Micronesian outliers bzw. französisch: Para-Micronésie) ist der wenig gebräuchliche, ethnologisch geprägte Oberbegriff für ein Inselgebiet am Nordrand der Bismarcksee, das die Westlichen Inseln und die Admiralitätsinseln umfasst.
Die Inseln, die im nordwestlichen Bismarck-Archipel (Melanesien) liegen, zählen politisch zu Papua-Neuguinea und liegen vor der Nordküste Neuguineas. Nördlich liegen die Karolinen (Mikronesien).

## Inseln und Inselgruppen
Zum Inselgebiet gehören folgende Inseln und Inselgruppen:

| Inselname          | Koordinaten           | Fläche | Einwohner |
| ------------------ | --------------------- | ------ | --------- |
| Admiralitätsinseln | 02° 06′ S, 146° 56′ O | 2170,0 | 58000     |
| Aua                | 01° 27′ S, 143° 04′ O | 7,0    | 419       |
| Hermit-Inseln      | 01° 31′ S, 145° 04′ O | 25,0   | 200       |
| Kaniet-Inseln      | 00° 53′ S, 145° 33′ O | 5,0    | 0         |
| Ninigo-Inseln      | 01° 16′ S, 144° 16′ O | 30,0   | 972       |
| Sae-Inseln         | 00° 45′ S, 145° 18′ O | 0,2    | 0         |
| Wuvulu             | 01° 43′ S, 142° 50′ O | 14,0   | 824       |

## Kulturgeographische Einordnung
Ethnologisch wurde Paramikronesien als Bezeichnung gewählt, weil die Bewohner sprachlich und kulturell eine große Nähe zum wesentlich weiter nördlich gelegenen Mikronesien aufweisen, jedoch Melanesier sind.

## Verwaltungszuordnung
Verwaltungsmäßig bilden die Inselgruppen die Manus Province. Aua und Wuvulu gehören zur Aua-Wuvulu Rural LLG (Local Level Government) Area, die östlich davon gelegenen Inseln zur Nigoherm RLLG. Die Admiralitätsinseln sind in weitere Local Level Governments unterteilt.